# Al-Afdal
Al-Afdal (ok. 1066–1121) wezyr i zarazem faktyczny władca Egiptu za czasów panowania kalifów z dynastii Fatymidów al-Musta'liego i Al-Amira.

## Życiorys
Był synem Badr al-Dżamaliego, wodza i wezyra kalifa Al-Mustansira. Al-Afdal po dojściu w armii do najwyższego wojskowego stanowiska zreformował flotę, następnie zdobył przybrzeżne miasta Palestyny Askalon, Akka, Tyr, Byblos. W 1098 roku odzyskał Jerozolimę. 
Jako wódz nie posiadł daru przewidywania. Poprzez walki z Seldżukami i długotrwałe z nimi negocjacje nie zauważył i nie docenił wagi niebezpieczeństwa jaką niosła ze sobą wyprawa krzyżowa. Swoją krótkowzroczność w polityce przypłacił utraceniem wcześniej opanowanych miast na rzecz krzyżowców: w 1099 roku stracił Jerozolimę, następnie Sydon (1100), Hajfę (1100), Akkę (1103), Byblos (1104), Bejrut (1110). 
Rozgromiony przez krzyżowców Al-Afdal wycofał się do Askalonu, a stamtąd do Kairu, pozostawiając część swojej floty w Askalonie i Tyrze. Z miast tych jego flota podejmowała pirackie wypady na flotę krzyżowców.
Polityka Al-Afdala spowodowała brzemienny w skutki rozłam w społeczności isma'ilitów. Po śmierci Al-Mustansira Al-Afdal zdetronizował najstarszego syna kalifa - Nizara, którego popierała większość isma'ilitów, na rzecz młodszego syna al-Musta'liego, który był łatwiejszy do kierowania. Nizar uciekł do Aleksandrii, tam został jednak pojmany i uwięziony. Jego zwolennicy przekonani o powodzeniu ucieczki uznali Nizara za imama. Prześladowani nizaryci zdobyli stosunkową silną pozycję w Syrii, a zwłaszcza Iranie, gdzie działali pod przywództwem Hasana-i Sabbaha.
Po śmierci kalifa Musta'liego Al-Afdal na tronie osadził jego syna, 5-letniego wówczas Al-Amira. Gdy nowy władca dorósł, pozbył się potężnego "opiekuna" za pomocą płatnych zabójców.